# Сивачли
Сивачли — упразднённый железнодорожный блокпост (тип населённого пункта) в Сковородинском районе Амурской области России. На момент упразднения находился в подчинении Ерофей Павловичского поссовета. Исключен из учётных данных в 1986 году.

## География
Железнодорожный блокпост располагался у одноимённого блокпоста на линии Могоча — Сковородино Забайкальской железной дороги, на расстоянии примерно 6 километров (по прямой) к юго-западу от станции Большая Омутная.

## История
Решением Амурского исполкома от 7 июля 1986 года № 310, железнодорожный блокпост Сивачли исключен из учётных данных.